# Beyblade: Super Tournament Battle
Beyblade: Super Tournament Battle ou no original: Bakuten Shoot Beyblade 2002: Nettō! Magnetag Battle! (爆転シュート ベイブレード2002 熱闘！マグネタッグバトル！) é um jogo eletrônico da franquia Beyblade para o Game Cube, desenvolvido pela Takara e publicado pela Atari. O jogo é um RPG baseado na segunda fase do anime, denominada Beyblade V-Force. No jogo, o jogador escolhe uma beyblade e um beyblader para lutar em um torneio, comprando partes melhores para sua beyblade conforme avança e ganha pontos.

## Recepção e crítica
A recepção não foi boa. A IGN o classificou com 2,5 em 10, afirmando que o conceito não poderia ser mais simples e maçante, não havendo necessidade de adaptá-lo para videogame, sobretudo com gráficos e áudio defasados que lembravam o seu antecessor para PlayStation. Recomendaram apenas aos fãs mais acalorados.